# NGC 2693
NGC 2693 est une vaste galaxie elliptique située dans la constellation de la Grande Ourse. NGC 2693 a été découverte par l'astronome germano-britannique William Herschel en 1790.

## Caractéristiques
Sa vitesse par rapport au fond diffus cosmologique est de 4 978 ± 17 km/s, ce qui correspond à une distance de Hubble de 73,4 ± 5,2 Mpc (∼239 millions d'al).
À ce jour, 11 mesures non basées sur le décalage vers le rouge (redshift) donnent une distance de 64,773 ± 17,684 Mpc (∼211 millions d'al), ce qui est à l'intérieur des valeurs de la distance de Hubble. Notons cependant que c'est avec la valeur moyenne des mesures indépendantes, lorsqu'elles existent, que la base de données NASA/IPAC calcule le diamètre d'une galaxie et qu'en conséquence le diamètre de NGC 2693 pourrait être d'environ 56,2 kpc (∼183 000 al) si on utilisait la distance de Hubble pour le calculer.

## Groupe de NGC 2857
NGC 2693 fait partie du groupe de NGC 2857. Cinq galaxies du catalogue NGC (NGC 2693, NGC 2694, NGC 2769, NGC 2771 et NGC 2857) et six galaxies du catalogue UGC sont inscrites dans l'article de Garcia. Les galaxies NGC 2769 et NGC 2771 sont aussi inscrites dans un article d'Abraham Mahtessian paru en 1998. Mahtessian ajoute la galaxie NGC 2767 à ce groupe. 

### Paire de galaxies
À l'intérieur de ce groupe, les galaxies NGC 2693 et NGC 2694 forment une paire de galaxies en interaction gravitationnelle,.